# Bakonysárkány
Bakonysárkány (vyslovováno [bakoňšárkáň], německy Schargan) je vesnice v Maďarsku v župě Komárom-Esztergom, spadající pod okres Kisbér. Nachází se asi 6 km jihovýchodně od Kisbéru. V roce 2015 zde žilo 956 obyvatel. Dle údajů z roku 2011 tvoří 82,8 % obyvatelstva Maďaři, 8,2 % Němci, 1 % Rumuni, 0,5 % Romové a 0,2 % Slováci.
Sousedními vesnicemi jsou Aka a Vérteskethely, sousedními městy Kisbér a Mór.

## Partnerské obce
- Bodza, Slovensko